# Voda a my
Voda a my je plastika před krytým bazénem Ostrava-Poruba na ulici Generála Sochora v Porubě, místní části města Ostrava v Moravskoslezském kraji.

## Historie a popis díla
Voda a my je dílem akademického sochaře a designéra Evžena Schollera (*1945) v architektonické spolupráci s Antonínem Buchtou a Evženem Kubou. Nachází se na části vydlážděného exteriéru u vstupů do krytého bazénu. Dílo, které abstraktním způsobem připomíná tekoucí vodu, je vyrobeno z vyztuženého laminátu, hliníku, keramiky a železobetonu. Rozložitý sokl, který je také součástí díla, je zakulacená železobetonová plocha obložená keramickou dlažbou. Dílo vznikalo v letech 1987 až 1989.

## Galerie

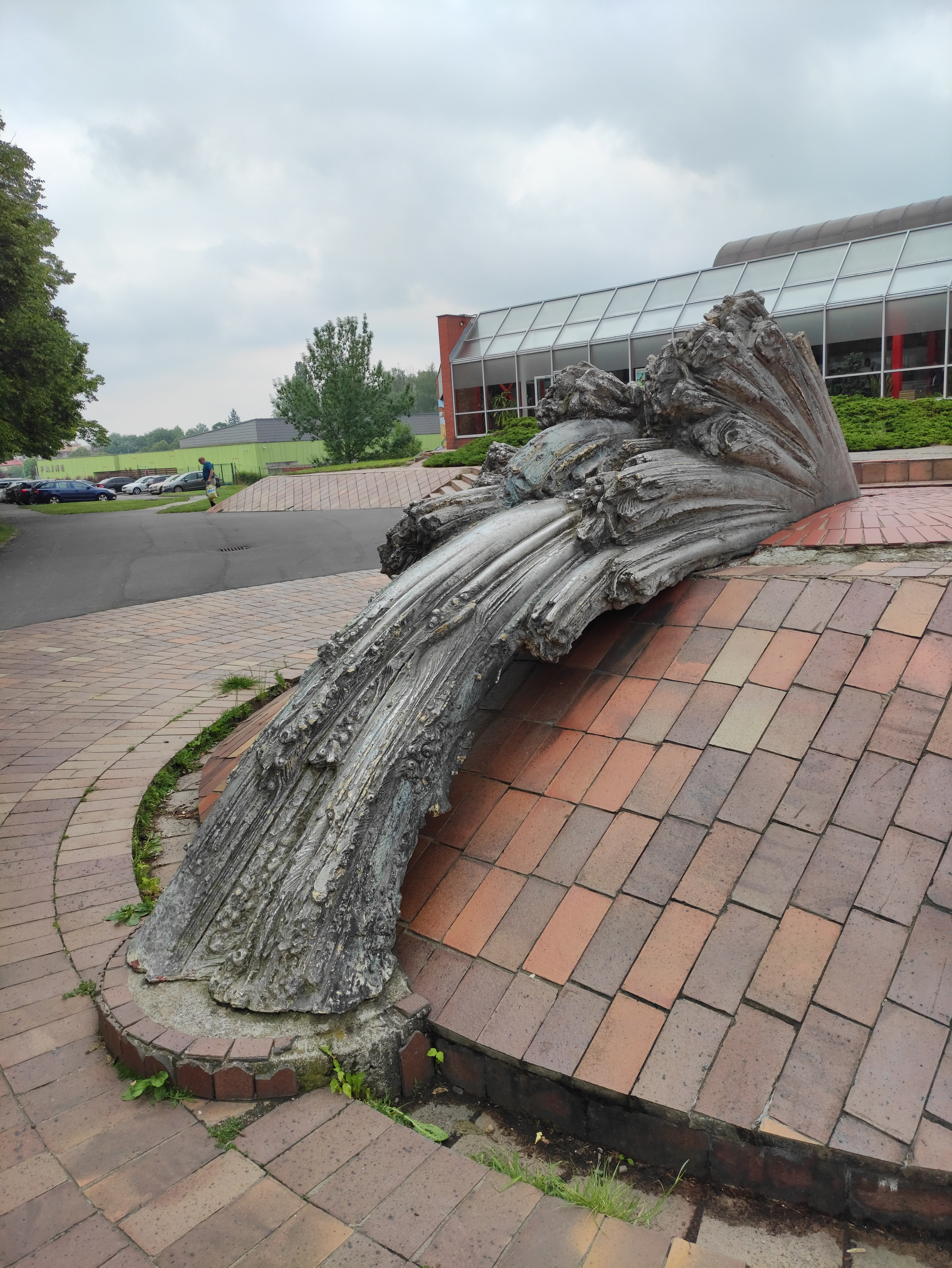
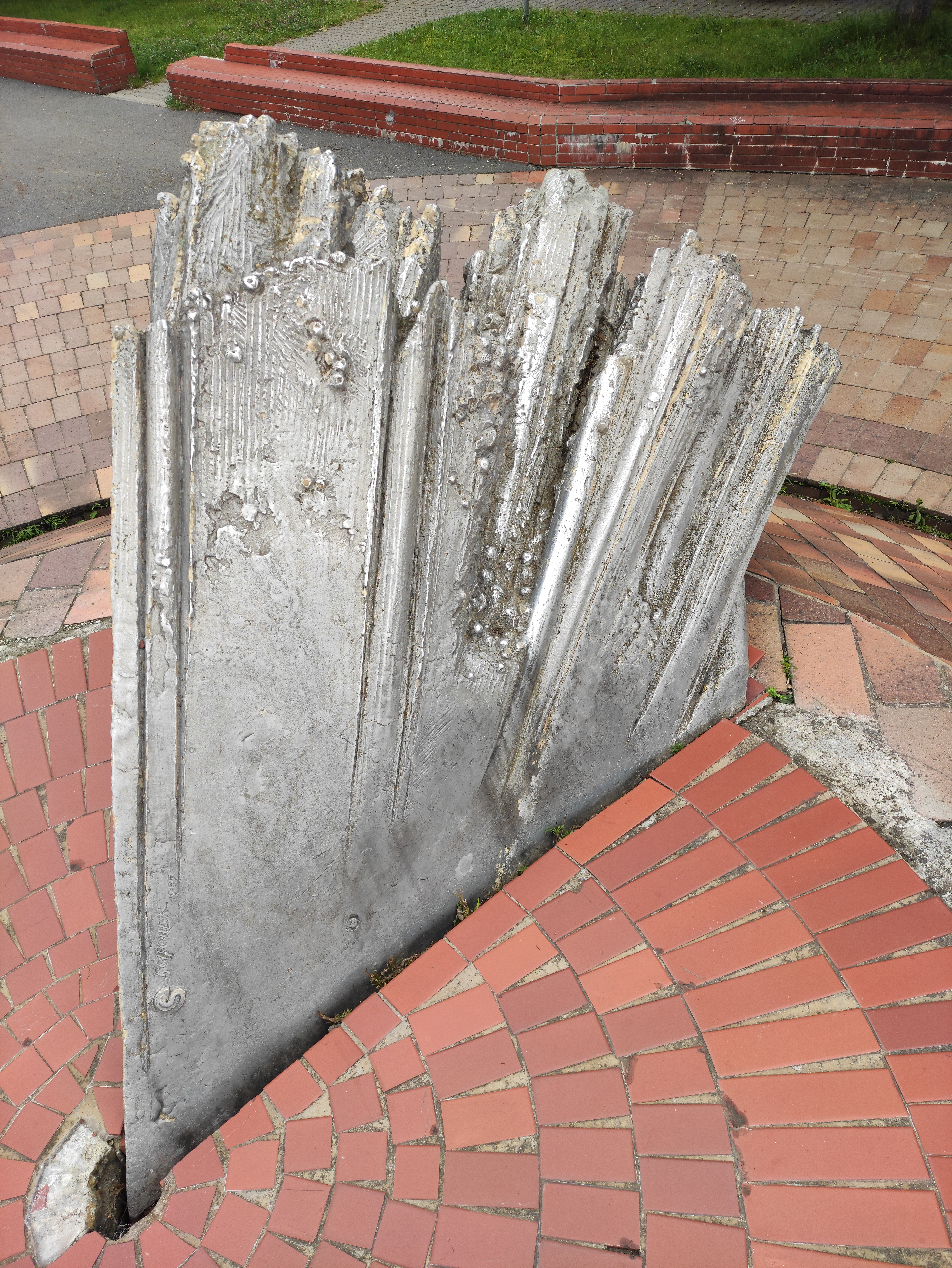
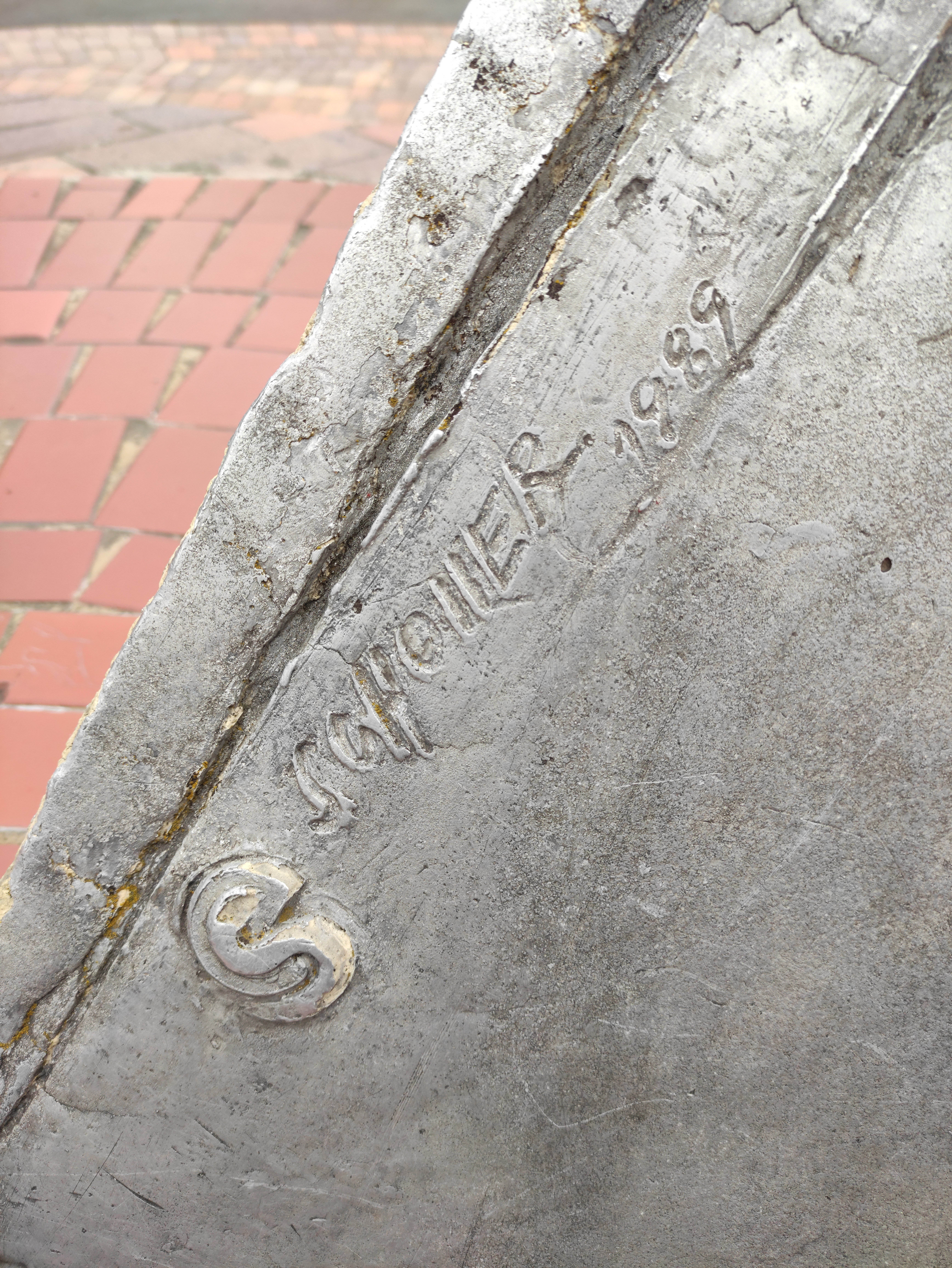